# Château de Goé

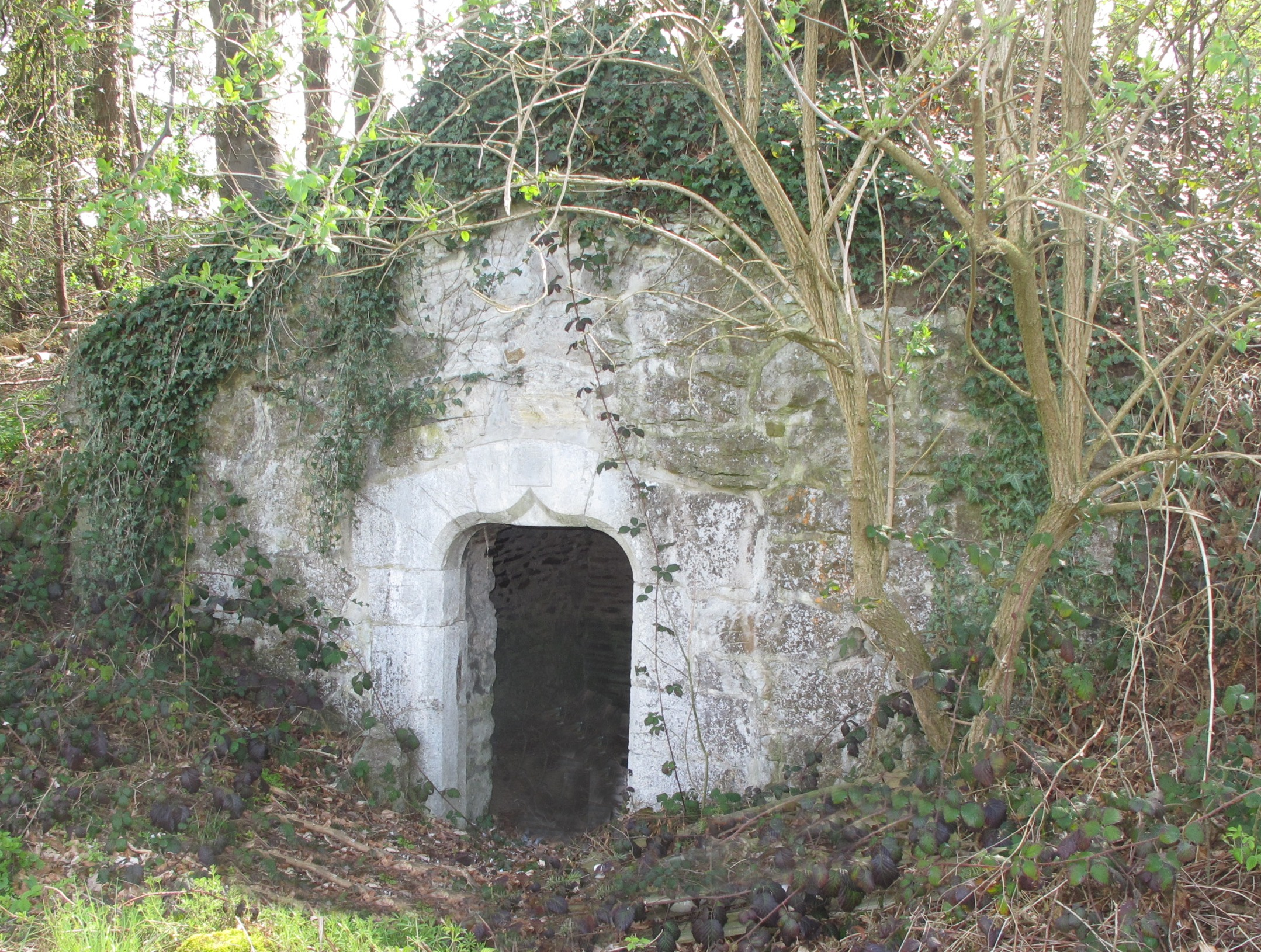
Cave à glace

Le château de Goé  est un château de la section de Goé, faisant partie de la commune belge de Limbourg, situé rue des Déportés 2.

## Historique
Ce château est le siège de la haute seigneurie de Goé, qui est concédée en 1649 par le roi d'Espagne Philippe IV. Le premier seigneur est Jean-Baptiste de Caldenborg. Le dernier seigneur est Jean-Guillaume de Lantremange, qui devient le premier bourgmestre de Goé pendant la période française.

## Architecture
Les bâtiments sont disposés en U autour d'une cour rectangulaire. Au nord du château se trouve un parc.
La partie résidentielle proprement dite est constituée de l'aile ouest, réalisée en blocs de grès, probablement au début du XVIIIe siècle par le seigneur de l'époque, Henry Blanche. De 1725 à 1732, la maison fut encore agrandie par son successeur, H.G.J. van den Steen. Au XIXe siècle également, la maison a été adaptée au goût de l'époque.
Il en résulta une façade avec une élégante tourelle demi-encastrée sur plan carré au centre de la façade principale. Entre le portail d'entrée et la fenêtre du premier étage se trouve une brique commémorative indiquant que le roi Léopold Ier de Belgique séjourna dans ce château du 16 au 18 novembre 1847.
L'aile est abrite le logement du régisseur, tandis que l'aile sud, construite en blocs de pierre naturelle, abrite notamment les écuries.
En quittant la cour intérieure en direction du nord, on accède - par un portail en fer forgé du XVIIIe siècle - à un beau parc, avec également une cave à glace en direction de la Vesdre. Bien qu'une brique porte la date 1759, elle n'est pas en accord avec le style de la porte d'accès à cette cave.